# 罗虬
罗虬（？—？），台州（今浙江临海）人，唐朝诗人。

## 生平
九岁能文，久困科場，累試不第。僖宗广明年間，遭逢戰亂，任鄜州李孝恭从事。因作诗而闻名。与罗隐、罗邺合称“三罗”。曾求愛於雕陰籍歌妓杜红兒，遭拒生怒，作有《比红儿诗》七绝百首，《唐摭言》提到這事，且有“手刃绝句百篇”之句，《太平广记》據此遂衍生为“罗虬杀红儿”之說，純屬虛構。“手刄”二字應是筆誤。其他筆記如《北梦琐言》、《梦溪笔谈》、《邵氏闻见后录》都有提到《比红儿诗》，但均無“殺紅”之事，王世貞、朱大可等均認為並無“罗虬杀杜红儿”之事。